# Forêt d'Exception
 (novembre 2017).
Si vous disposez d'ouvrages ou d'articles de référence ou si vous connaissez des sites web de qualité traitant du thème abordé ici, merci de compléter l'article en donnant les références utiles à sa vérifiabilité et en les liant à la section « Notes et références ».

Logo du label.

Forêt d'Exception est un label français créé par l'Office national des forêts en 2008, qui distingue des politiques optimales de gestion et de valorisation du patrimoine forestier public national. Il ne s'agit pas d'un label de protection réglementaire, mais d'une marque déposée à l'Institut national de la propriété industrielle en 2011.
En 2017, 17 forêts se sont engagées dans cette démarche qualitative (13 labellisations et 4 candidatures en cours), qui consacre un souci de concilier développement économique local, valorisation du patrimoine, recherche scientifique et protection de la biodiversité. La liste des forêts retenues est volontairement représentative de la diversité des milieux naturels français.
Les valeurs et principes du label sont consignés dans une charte nationale. Le programme est piloté par un Comité national d'orientation, composé de représentants des ministères de tutelle de l'ONF (Ministère de l'Agriculture, de l'Agroalimentaire et de la Forêt et Ministère de l'Écologie, du Développement durable et de l'Énergie), de représentants de l'ONF et d'experts interdisciplinaires. Une forêt envisageant de s'engager dans la démarche de certification doit se doter d'un comité de pilotage régional.

## Liste des forêts engagées

### Forêts labellisées
| Région                     | Département            | Forêt                                                                                            | Date d'officialisation de la candidature | Date de labellisation | Illustration |
| -------------------------- | ---------------------- | ------------------------------------------------------------------------------------------------ | ---------------------------------------- | --------------------- | ------------ |
| Île-de-France              | Essonne Seine-et-Marne | Forêt de Fontainebleau                                                                           | 19 novembre 2007                         | 7 juin 2013           |              |
| Grand Est                  | Meuse                  | Forêt domaniale de Verdun                                                                        | 2008                                     | 20 juin 2014          |              |
| Auvergne-Rhône-Alpes       | Isère Savoie           | Forêt domaniale de Grande Chartreuse                                                             | juin 2009                                | 13 février 2015       |              |
| Normandie                  | Seine-Maritime         | Forêts de Rouen (Forêt de Roumare, Forêt domaniale Verte, Forêt de la Londe-Rouvray)             | mai 2007 (site pilote national)          | 2 juin 2015           |              |
| Bourgogne-Franche-Comté    | Côte-d'Or              | Forêt domaniale du Val-Suzon                                                                     | 2009                                     | 12 octobre 2016       |              |
| Pays-de-la-Loire           | Sarthe                 | Forêt de Bercé                                                                                   | 17 novembre 2008                         | 14 mars 2017          |              |
| Grand Est                  | Marne                  | Forêts de la Montagne de Reims (Forêt de Verzy, Forêt du Chêne à la Vierge, Forêt d'Hautvillers) | 15 septembre 2011                        | 28 juin 2017          |              |
| Auvergne-Rhône-Alpes       | Allier                 | Forêt de Tronçais                                                                                | 19 janvier 2012                          | 17 mai 2018           |              |
| Nouvelle-Aquitaine         | Gironde                | Forêt du bassin d'Arcachon                                                                       | 8 novembre 2011                          | 15 juin 2018          |              |
| Provence-Alpes-Côte d'Azur | Bouches-du-Rhône Var   | Forêt de la Sainte-Baume                                                                         | 20 juin 2013                             | 12 septembre 2018     |              |
| Provence-Alpes-Côte d'Azur | Hautes-Alpes           | Forêt de Boscodon                                                                                | 19 juin 2009                             | 27 novembre 2018      |              |
| Occitanie                  | Gard Lozère            | Forêt du Mont-Aigoual                                                                            | 18 avril 2014                            | cérémonie en 2019     |              |
| Grand Est                  | Bas-Rhin               | Forêt de Haguenau                                                                                | 11 février 2015                          | 30 janvier 2020       |              |
| Grand Est                  | Vosges                 | Forêt de Darney                                                                                  | décembre 2020                            | 25 septembre 2023     |              |

### Forêts en cours de labellisation
| Région          | Département         | Forêt                    | Lancement de la démarche | Illustration |
| --------------- | ------------------- | ------------------------ | ------------------------ | ------------ |
| Hauts-de-France | Oise                | Forêt de Compiègne       | 2009                     |              |
| Martinique      |                     | Volcans de la Martinique |                          |              |
| Occitanie       | Pyrénées-Orientales | Les Camporells           |                          |              |
| Occitanie       | Ariège              | Massif du Vallier        |                          |              |